# Analiza politik
Analiza politik (angleško policy analysis) je aplikativna politološka disciplina, ki proučuje delovanje državnih oz. javnih politik na posameznih področjih, npr. socialna politika, politika zaposlovanja, industrijska politika, kulturna politika, prometna politika, energetska politika ipd. Ukvarja se torej s tistimi družbenimi problemi ali javnimi temami, ki jih razrešuje ali oblikuje država ali oblastna, odločevalska struktura, in sicer tako, da analizira vsebino, vzroke in učinke tovrstnega početja. Preprosteje povedano, odgovarja na vprašanja, zakaj vlada vlada na takšen način na tem področju in s takšnimi rezultati.
V najširšem pomenu analiza politik proučuje oblikovanje in izvajanje javnih politik ne le s strani državnih organov (načeloma izvršne ali zakonodajne veje oblasti), pač pa tudi civilne družbe - različnih interesnih skupin (npr. avtoprevozniki, delodajalci, delojemalci) ali oblikovalcev javnega mnenja (mnenjski voditelji, mediji, neodvisni strokovnjaki). 